# Maximilian Beister
Maximilian Beister (ur. 6 września 1990 w Getyndze) – niemiecki piłkarz występujący na pozycji ofensywnego pomocnika. Od 2016 jest zawodnikiem klubu Melbourne Victory, do którego jest wypożyczony z 1. FSV Mainz 05.

## Kariera
Beister jest wychowankiem klubu Hamburger SV. Do kadry pierwszego zespołu dołączył w 2009 roku. W rozgrywkach Bundesligi zadebiutował 22 listopada 2009 roku w spotkaniu przeciwko VfL Bochum (0:1).
W latach 2010–2012 przebywał na wypożyczeniu w drugoligowej Fortunie Düsseldorf. W 2015 przeszedł do 1. FSV Mainz 05. W 2016 wypożyczono go najpierw do TSV 1860 Monachium, a następnie do Melbourne Victory.